# Janáriz
Janáriz (Janaritz en euskera y cooficialmente) es un despoblado español del municipio de Lizoáin-Arriasgoiti, perteneciente a la Comunidad Foral de Navarra.

## Historia
Hacia mediados del siglo XIX, el lugar, ya por entonces perteneciente a Lizoáin, tenía contabilizada una población de 24 habitantes. Aparece descrito en el noveno volumen del Diccionario geográfico-estadístico-histórico de España y sus posesiones de Ultramar de Pascual Madoz con las siguientes palabras:

JANARIZ: l. del ayunt. del valle de Lizoain, de la prov. y c. g. de Navarra, part. jud. de Aoiz (2 leg.), aud. terr. y dióc. de Pamplona (4); sit. en la pendiente de un cerro medianamente elevado; clima frio; reinan los vientos N. y S., y se padecen afecciones catarrales. Tiene 6 casas; igl. parr. de entrada (San Esteban), aneja de Ozcariz, y servida por un abad de provision de los vec.; cementerio contiguo á la igl.: una ermita arruinada; los niños acuden á la escuela de Lizoain, y el pueblo se surte para sus usos domésticos de las aguas de una fuente que mana en el mismo. El térm. se estiende 3/4 de N. á S., y 1/2 hora de E. á O.: confina N. Orzcaiz; E. Beortegui; S. Lizoain, y O. Yelz, y comprende en su circunferencia hácia la parte N. algunos montes poblados de pinos y arbustos, y pequeños sotos donde pasta algun ganado mular y caballar. El terreno es secano y pizarroso, de mediana calidad: le atraviesa á dist. de medio cuarto de hora el r. Erro. caminos: los locales en mal estado. La correspondencia se recibe los martes y viernes por el balijero de Urroz. prod.: trigo, avena, maiz, patatas y vino; cria de ganado lanar, caballar, vacuno y mular; caza de perdices. pobl.: 5 vec., 24 alm. riqueza con el valle (V.).
(Madoz, 1847, p. 581)

En 2022, no tenía empadronado ningún habitante.